# Мамонов Степан Кирилович
Степан Кирилович Мамонов (нар. 1901 — пом. 1974) — радянський воєначальник часів Другої світової війни, генерал-лейтенант (1944).

## Життєпис
Народився 10 (23) грудня 1901 року в селі Рисьєвка, нині Бугурусланського району Оренбурзької області Росії, в селянській родині. Росіянин.
У лавах Червоної армії з 1919 року. Член ВКП(б) з 1921 року. У 1924 році закінчив командні піхотні курси. Протягом 1924—1931 років обіймав посади командира взводу, роти, начальника полкової школи.
З 1932 року проходив військову службу на Далекому Сході, де обіймав посади начальника штабу и командира стрілецького полку, начальника штабу стрілецької дивізії.
З 1938 року — командир 22-ї стрілецької дивізії (1-ша Приморська армія, Далекосхідний фронт). Дивізія під його командуванням брала участь у боях на озері Хасан (29 липня — 11 серпня 1938 року).
З 3 липня 1939 року комбриг С. К. Мамонов — командир 40-ї стрілецької дивізії тієї ж армії. 7 жовтня 1941 року йому присвоєно військове звання генерал-майор.
З січня 1942 року — заступник командувача 25-ї армії Далекосхідного фронту, з серпня — командир 39-го стрілецького корпусу, а з жовтня того ж року — командувач 15-ї армії на Далекому Сході. 13 вересня 1944 року присвоєно військове звання генерал-лейтенант.
Учасник радянсько-японської війни 1945 року. Брав участь у розгромі японської Квантунської армії на сунгарійському напрямку. Під його командуванням війська 15-ї армії в умовах бездоріжжя і розлиття річок успішно форсували річку Амур, оволоділи двома укріпленими районами і розгромили війська супротивника в районі Тунцзян — Цзямуси.
У вересні 1945 року звільнений з посади командувача 15-ї армії. У 1947 році закінчив Вищі академічні курси при Військовій академії Генштабу СРСР. З 1947 року — командир стрілецького корпусу, з 1950 року — помічник командувача військ Уральського військового округу, з 1957 року — перший заступник командувача військ Воронезького військового округу.
У грудні 1960 року генерал-лейтенант С. К. Мамонов вийшов у запас. Мешкав у Воронежі, де й помер 25 квітня 1974 року. Похований на Комінтернівському кладовищі.

## Нагороди
Нагороджений орденом Леніна, трьома орденами Червоного Прапора, орденом Кутузова 1-го ступеня (08.09.1945) і медалями.